# Чилингарян, Арсен Абрикович
Арсе́н Абрикович Чилингаря́н (арм. Արսեն Չիլինգարյան; 1 декабря 1962, Ереван — 14 мая 2013, Гренобль) — советский футболист, защитник. Впоследствии тренер.
Провёл четыре сезона в советской высшей лиге за ереванский «Арарат». 8 ноября 1987 года в Харькове во время матча с «Металлистом» игрок хозяев Виктор Ващенко нанёс Чилингаряну тяжелейшую травму, после которой тому пришлось завершить карьеру футболиста.
Тренировал армянские клубы «Ван», «Гандзасар», «Армавир», «Котайк» и «Улисс», а также юношескую сборную Армении.
Умер 14 мая 2013 года во французском Гренобле после продолжительной болезни.